# Christian Hillborg
Christian Hillborg (Stockholm, 16 maart 1978) is een Zweeds acteur. Hij debuteerde in Zweedse televisieseries alvorens in 2011 gecast te worden voor The Bridge. In 2017 speelde hij in de Netflixfilm The Last Kingdom.

## Filmografie

### Televisieseries
- 2006: Hombres
- 2008: Höök
- 2009: Blomstertid
- 2010: Easy Money
- 2011: The Bridge
- 2012: Snälla Ljug (korte film)
- 2012: Sam tar över
- 2013: Kärleken bryr sig inte (korte film)
- 2015: Throwaways
- 2015: Crossing Lines
- 2017: Before We Die
- 2017: The Last Kingdom
- 2018: Ransom
- 2018: Rig 45
- 2018: Maria Wern, Kripo Gotland
- 2018: Der Kommissar und das Meer
- 2019: Hidden
- 2019: Fleabag
- 2019: The Mallorca Files
- 2019: En del av mitt hjärta
- 2020: Games People Play
- 2020: Hidden Agenda
- 2020: Divertimento (korte film)
- 2021: Young Royals
- 2021: Agatha Christies Hjerson
- 2022: The Playlist

### Speelfilms
- 2010: Easy Money
- 2012: Snälla Ljug
- 2013: Kärleken bryr sig inte
- 2016: The Chamber
- 2017: Another Mother’s Son
- 2018: Paris Song
- 2018: Stockholm Requiem
- 2020: Love Wedding Repeat
- 2021: The Betatest
- 2021: Suedi

- Gemeinsame Normdatei: 106162000X
- Library of Congress Control Number: no2015082074
- Virtual International Authority File: 193149066344665600188